# Uta Kühnen
Uta Kühnen (Friburgo, 7 de agosto de 1975) es una deportista alemana que compitió en judo. Ganó tres medallas de bronce en el Campeonato Europeo de Judo entre los años 1997 y 2000.

## Palmarés internacional
| Campeonato Europeo | Campeonato Europeo  | Campeonato Europeo | Campeonato Europeo |
| Año                | Lugar               | Medalla            | Categoría          |
| ------------------ | ------------------- | ------------------ | ------------------ |
| 1997               | Ostende (Bélgica)   | Medalla de bronce  | –72 kg             |
| 1998               | Oviedo (España)     | Medalla de bronce  | –78 kg             |
| 2000               | Breslavia (Polonia) | Medalla de bronce  | –78 kg             |